# Onthophagus nyctopus
Onthophagus nyctopus là một loài bọ cánh cứng trong họ Bọ hung (Scarabaeidae).